# Częstotliwość radiowa
Częstotliwość radiowa, RF (od ang. radio frequency) – częstotliwość drgań elektromagnetycznych stosowanych w szeroko rozumianej radiotechnice.
W zakres częstotliwości radiowych wchodzą drgania o zakresie od 3 kHz do 300 GHz.